# Диссоциация (психология)
Диссоциа́ция — психический процесс, относимый к механизмам психологической защиты. В результате работы этого механизма человек начинает воспринимать происходящее с ним так, будто оно происходит не с ним, а с кем-то посторонним. Такая «диссоциированная» позиция защищает от избыточных, непереносимых эмоций.
Термин «диссоциация» был предложен в конце XIX века французским психологом и врачом П. Жане, который заметил, что комплекс идей может отщепляться от основной личности и существовать независимо и вне сознания (но может быть возвращён в сознание с помощью гипноза).

## Описание
Диссоциация — довольно распространённая, хотя и не применяемая большинством людей в обычных условиях защита. Люди, испытавшие на себе работу этого механизма, обычно описывают диссоциированное состояние фразами вроде: «как будто это происходило не со мной». В некоторых случаях человек может настолько диссоциироваться от себя, что начинает как бы видеть себя со стороны, вплоть до ощущения выхода из тела.

### Как адаптивный процесс
Диссоциация в норме — реакция на психологическую травму, на сильное негативное переживание в условиях, требующих эмоциональной собранности и контроля над собственными действиями. Переходя к восприятию событий своей жизни как бы со стороны, человек получает возможность трезво оценивать их и реагировать с холодным расчётом.

### Как защитный механизм
Хотя адаптивная функция диссоциации сама по себе является защитной, этот механизм может применяться некоторыми людьми для защиты не только от действительно сложных и опасных ситуаций, требующих немедленной трезвой оценки, но и от просто эмоционально невыносимых событий. Люди с повышенной чувствительностью к негативным эмоциям могут диссоциировать в самых обычных для других людей ситуациях, требующих от них эмоционального вовлечения. Такие люди с трудом налаживают эмоциональный контакт, кажутся исключительно холодными и хладнокровными. Обеспечивая способность «трезво» оценить любую ситуацию, диссоциация зачастую блокирует возможность адекватно оценить эмоциональную её составляющую. Особенно склонны диссоциировать люди, неоднократно перенёсшие (особенно в детстве) тяжёлую психологическую травму: пережившие катастрофу и т. п.

## Связь с психическими расстройствами
Нэнси Мак-Вильямс описывает диссоциацию как центральную защиту людей с диссоциативным расстройством идентичности (то есть со множественной личностью). В общем же эта защита лежит в основе всех диссоциативных расстройств.